# Lalla Francia
Anna Paola Francia, detta Lalla (Terni, 25 settembre 1955), è una cantante italiana.

## Biografia
Inizia la sua carriera artistica studiando violino e pianoforte al conservatorio Giuseppe Verdi di Milano, poi, a 15 anni, entra con la sorella Eloisa nel gruppo Le Particelle (con Andy Surdi, Paola Orlandi, Maurizio Fabrizio, Salvatore Fabrizio, Sergio Menegale, Ornella Cherubini, Mirella Bossi e Donato Renzetti), che pubblica il suo unico album quello stesso anno. 
Nel 1971 viene chiamata da Nora Orlandi per partecipare al Festival di Sanremo nel gruppo dei 4+4; da allora inizia la sua carriera di corista in sala d'incisione, collaborando nell'incisione di vari album come Con l'affetto della memoria di Domenico Modugno.
Spesso ha lavorato insieme alla sorella Eloisa, anche lei corista; è stata inoltre per qualche tempo voce solista del gruppo dei Santarosa con cui incise, negli anni '70, alcuni singoli di pop melodico. A inizio anni Settanta ha partecipato, come vocalist, al gruppo rock L'Enorme Maria. All'epoca collaborò come corista con De Gregori e Leali.
Nel 1993 è la voce in controcanto in Il bandito e il campione di Francesco De Gregori
Ha partecipato a varie edizioni del Festival di Sanremo come corista e ha collaborato con artisti internazionali.
Ha realizzato vari ritornelli pubblicitari, collaborando spesso con Franco Godi e ha lavorato come speaker per RTL 102.5, Radio 105, Radio Monte Stella, e Radio Kiss Kiss. Ha inoltre partecipato a varie colonne sonore, tra le quali Hercules della Walt Disney, dove presta la voce a Talia, una delle muse.
Tra le sigle, ha cantato in M.A.S.K., Remi, Capitan Harlock e Atlas Ufo Robot;. Dal 1997 al 2005 ha collaborato con Demo Morselli e la DEMO BAND, con cui ha partecipato alle trasmissioni televisive Buona Domenica, Maurizio Costanzo Show e a Tutte le mattine.
Nel 2007 collabora con la cantante brasiliana Lili Rocha, mentre nel 2011 lavora con J-Ax nel disco Domenica da coma; l'anno seguente collabora con Francesco De Gregori nell'album Sulla strada.
Ha partecipato inoltre come corista alle edizioni 2001, 2002 e 2003 del Pavarotti & Friends.

## Discografia

### Con le Particelle

#### Album
- 1970 - Azimut 1 (CGD, FGS 5081)

#### Singoli
- 1971 - Per amore/Oggi, domani (CGD, 131)

### Collaborazioni

#### Colonne sonore
- 1997 –  Hercules[5]
- 2004 – Koda, fratello orso, colonna sonora originale: Spirito degli antichi eroi
- 2006 – Koda, fratello orso 2, colonna sonora originale

#### Con i4+4di Nora Orlandi
- 1971 – Storie di casa mia di Lucio Dalla (cori in La casa in riva al mare)
- 1971 – Anima/Pioverà pioverà (45 giri) di Nicola Di Bari
- 1971 – Con l'affetto della memoria di Domenico Modugno (cori in Vendemmia giorno e notte e Scioscia popolo)
- 1972 – ...continuavano a chiamarlo Trinità - colonna sonora originale di Guido e Maurizio De Angelis (cori in Trinity stand tall, Remember e Titoli finali)

#### Altro
- 1972 – Adriano Pappalardo di Adriano Pappalardo (cori)
- 1973 – California no di Adriano Pappalardo (cori)
- 1974 – Sacrificio dell'Equipe 84 (cori)
- 1980 – Loredanaberté di Loredana Bertè (cori)
- 1985 – Cuori agitati di Eros Ramazzotti (cori)
- 1989 – Mira Mare 19.4.89 di Francesco De Gregori (voce solista in Dottor Dobermann[6], cori)
- 1989 – Totò di Franco Simone (cori)
- 1990 – Giovani Jovanotti di Jovanotti (cori)
- 1990 – Niente da capire di Francesco De Gregori (cori)
- 1990 – Catcher in the Sky di Francesco De Gregori (cori)
- 1990 – Musica leggera di Francesco De Gregori (cori)
- 1990 – Discanto di Ivano Fossati (cori)
- 1991 – Un po' per vivere un po' per sognare di Dario Baldan Bembo (cori)
- 1991 – Una tribù che balla di Jovanotti (cori)
- 1991 – Benvenuti in paradiso (album) di Antonello Venditti (cori)
- 1992 – Stella nascente di Ornella Vanoni (cori in Tocco il fondo)
- 1992 – Canzoni d'amore di Francesco De Gregori (doppia voce in Bellamore; cori in Viaggi e miraggi e Adelante! Adelante)
- 1992 – Lorenzo 1992 di Jovanotti (cori)
- 1992 – I treni a vapore di Fiorella Mannoia (cori)
- 1993 – Ufficialmente dispersi di Loredana Bertè (cori)
- 1993 – Il bandito e il campione di Francesco De Gregori (doppia voce nella canzone titolo; cori nei brani registrati dal vivo)
- 1993 – Uomini addosso di Milva (cori)
- 1993 – Gli anni miei di Pierangelo Bertoli (cori)
- 1994 – Incantesimi notturni di Donatella Rettore (cori)
- 1994 – Bootleg di Francesco De Gregori (cori)
- 1994 – Lorenzo 1994 di Jovanotti (cori)
- 1994 – Doppio lungo addio di Massimo Bubola (cori)
- 1995 – Una voce tra due fuochi di Pierangelo Bertoli (cori)
- 1996 – Tranqi Funky degli Articolo 31 (cori)
- 1996 – Arrivano gli uomini di Adriano Celentano (cori)
- 1996 – L'elefante e la farfalla di Michele Zarrillo (cori)
- 1997 – Canzoni nascoste di Toto Cutugno (cori)
- 1997 – Ho ritrovato di Sandro Giacobbe (cori)
- 1997 – Fragili di Marina Barone (cori)
- 1998 – Time and Silence di Ivano Fossati (cori)
- 1998 – Amore dopo amore di Renato Zero (cori)
- 1999 – Sogna ragazzo sogna di Roberto Vecchioni (cori)
- 2000 – Poetika di Massimo Priviero (cori)
- 2001 – Amore nel pomeriggio di Francesco De Gregori (doppia voce in L'aggettivo mitico; cori)
- 2001 – Fragile di Fiorella Mannoia (cori)
- 2001 – Come un sogno di Jenny B (cori)
- 2002 – Passato e presente di Marcella Bella (cori)
- 2006 – Barbie in viaggio nel tempo di Elisabetta Viviani (cori)
- 2006 – Barbie rockstar di Elisabetta Viviani (cori)
- 2006 – Di sana pianta di J-Ax (cori in Piccoli per sempre)
- 2007 – Forever per sempre di Marcella e Gianni Bella (cori)
- 2007 – Coming Home di Amedeo Bianchi (cori)
- 2007 – Amuleto di Lili Rocha (cori)
- 2010 – DJ Jad feat. Lalla Francia & Paolo Brera - Ancora noi due (da Il sarto)